# شتاين براثن
شتاين براثن (بالنرويجية البوكمول: Stein Bråthen)‏ هو دراج نرويجي، ولد في 1954 في أوسلو في النرويج.

## وصلات خارجية
- شتاين براثن على موقع أرشيف الدراجات (الإنجليزية)
- شتاين براثن على موقع إحصائيات الدراجات الإحترافية (الإنجليزية)
- شتاين براثن على موقع أوليمبيديا (الإنجليزية)